# 톰보이 (소프트웨어)
톰보이(Tomboy)는 데스크톱의 쪽지나 메모를 관리하는 오픈 소스 프로그램이다. 리눅스 계열의 프로그램으로 C#과 GTK#으로 쓰였으며, 그놈의 기본 프로그램 중 하나이다. 위키와 같이 특정 단어를 사용하면 같은 제목의 문서에 연결하거나 새로운 문서를 만든다.
GNU LGPL 라이선스로 공개되었다. 자유롭게 메모를 하고 조그만 공간에 가끔 찾아볼 수 있는 쪽지 프로그램이다. 최근 버전에서는 SSH 등의 프로토콜로 다른 컴퓨터에 있는 쪽지를 동기화 할 수 있도록 되어 있다. 0.12버전부터는 윈도 판도 제공하고 있다.

## 기능
- 텍스트 강조 기능
- 철자 검사
- 웹 및 이메일 주소 자동 링크
- 실행 취소/재실행
- 폰트 크기 및 형태 지정
- 게시판 형식의 목록

## 참고
1. ↑  “tomboy: Tomboy Notes”. 2018년 1월 1일에 확인함.
2. ↑  “Release 1.15.9”. 2017년 7월 16일. 2020년 11월 15일에 확인함.
3. ↑  “그놈 톰보이 프로젝트 위키”. 2008년 10월 16일에 원본 문서에서 보존된 문서. 2008년 5월 8일에 확인함.